# Ferdjioua
Ferdjioua (în arabă فرجيوة) este o comună din provincia Mila, Algeria.
Populația comunei este de 50.167 de locuitori (2008).